# Innertavle
Innertavle – miejscowość (tätort) w Szwecji, w regionie administracyjnym (län) Västerbotten, w gminie Umeå.
Według danych Szwedzkiego Urzędu Statystycznego liczba ludności wyniosła: 576 (31 grudnia 2015), 585 (31 grudnia 2018) i 584 (31 grudnia 2019).